# Heródoto Barbeiro
Heródoto de Souza Barbeiro CavMM (São Paulo, 28 de março de 1946) é um jornalista, professor, advogado, escritor, historiador e monge sōtō brasileiro.

## Dados biográficos
Formado em História pela Universidade de São Paulo, onde também cursou, além da licenciatura, pós-graduação e mestrado. Antes de ser jornalista, foi professor de história contemporânea durante vinte e cinco anos, lecionando na própria USP e no Colégio Objetivo. Eterno estudioso, cursou também direito e por fim jornalismo na Faculdade Cásper Líbero. Concorreu a uma cadeira na Câmara dos Deputados pela ARENA em 1974, mas não se elegeu. Em 1980, junto com Leonel Brizola e Terezinha Zerbini, participou da fundação do Partido Democrático Trabalhista (PDT) em São Paulo. Foi o mais votado dentre os quarenta e oito candidatos a deputado estadual pelo partido em 1982, não se elegendo por falta de quociente eleitoral. Naquele ano sua legenda lançou Rogê Ferreira para governador e Eusébio Rocha para senador.
Em 1986, filiou-se ao Partido dos Trabalhadores (PT), em sessão do diretório municipal com a presença do professor Florestan Fernandes, José Américo, Eduardo Suplicy e outros. No mesmo ano, foi convidado pelo partido para ser candidato a deputado federal. Ficou na terceira suplência da bancada do PT na Câmara. Foi filiado e contribuinte do partido por dezenove anos. Desfiliou-se em janeiro de 2003, primeiro mês da presidência de Lula, por achar que poderia criar um conflito de interesse com a profissão de jornalista, uma vez que agora o partido estava no poder. Depois disso só participa de política pública, nas áreas de educação, cidadania e preservação do meio ambiente na Sociedade Ambiental Amigos de Taiaçupeba (SAAT), onde possui uma Reserva Particular de Patrimônio Ambiental (RPPN).
Sua carreira na televisão começou em meados da década de 1970 na TV Gazeta, na atração Show de Ensino, que unia jornalismo e professores explicando os fatos. Heródoto só foi cursar jornalismo após um convite para trabalhar na rádio Jovem Pan, onde foi exigido que tivesse o diploma. Em 1991 participou da criação da Central Brasileira de Notícias (CBN), onde foi âncora e gerente de jornalismo do Sistema Globo de Rádio. Na TV Cultura, onde esteve por 17 anos, foi apresentador de vários programas, dentre eles o Roda Viva em duas ocasiões: entre 1994 e 1995, e entre 2009 e 2010. Em 2002 participou do filme brasileiro de Durval Discos.
Em 2004, Heródoto foi condecorado pelo presidente Luiz Inácio Lula da Silva com a Ordem do Mérito Militar no grau de Cavaleiro especial. Recebeu da escola budista da tradição zen sōtō o título de monge leigo, que lhe confiou o nome de um de seus patriarcas, Gento Ryotetsu.
Em janeiro de 2011, Heródoto deixou a rádio CBN e a TV Cultura para trabalhar na Record News como âncora e editor chefe do Jornal da Record News.

## Carreira

### Televisão
| Ano           | Nome                  | Cargo        | Emissora    |
| ------------- | --------------------- | ------------ | ----------- |
| anos 70       | Show de Ensino        | Apresentador | TV Gazeta   |
| 1994-1995     | Roda Viva             | Apresentador | TV Cultura  |
| 1995-1999     | Opinião Nacional      | Apresentador | TV Cultura  |
| 1999-2009     | Jornal da Cultura     | Apresentador | TV Cultura  |
| 2009-2010     | Roda Viva             | Apresentador | TV Cultura  |
| 2011-2020     | Jornal da Record News | Apresentador | Record News |
| 2021-presente | Jornal da Record News | Comentarista | Record News |

### Rádio:
| Ano           | Nome          | Função       | Emissora      |
| ------------- | ------------- | ------------ | ------------- |
| 1991-2010     | Jornal da CBN | Apresentador | CBN           |
| 2021-presente | Nova Manhã    | Comentarista | NovaBrasil FM |

## Livros publicados
- Diário de Viagem do Tenente GH Preeble, Revista de História, 99 – 1974, SP
- Enciclopédia Modular, Ed. Formar, 1976, SP
- História Geral e do Brasil, Ed. Formar, 1976, 10 vol., 1976, SP
- História Geral, Ed. Moderna, 1976, SP
- Caderno de Atividades de História Geral, Ed. Moderna, 1977. SP
- História do Brasil, Ed. Moderna, 1978, SP
- Caderno de Atividades de História do Brasil, Ed. Moderna, 1979, SP
- História da América, Ed. Moderna, 1980; SP
- Biblioteca Lisa, 5 vols, Ed. Lisa, 1980, SP
- Curso de História do Brasil, Ed. Harper & Row, SP. 1983
- Curso de História Geral, Ed. Harper & Row,SP, 1983
- Curso de História da América, Ed.  Harper & Row,SP, 1984
- O que Pensam os Presidenciáveis ( Lula, Maluf, Covas, Brizola, Freire,Afif) Ed. Harbra, SP, 1989
- Agenda do Século – Ed. Ativa,SP, 1999
- Agenda Brasil 500 Anos –( Ed. Ativa,SP, 1999
- Brasil 500 Anos – Um Sobrevoo Crítico da História do Brasil,(c/ Bruna Cantele) Ed. Nacional, 2000
- Você na Telinha, Ed. Saraiva,
- Liberdade de Expressão, ( c/C.H.Cony e A. Xexeu), Ed. Saraiva,2ed.,
- Falar Para Liderar, Ed. Saraiva,SP,7ed., 2012
- Liberdade de Expressão 2 (c/C.H.Cony e A. Xexeu), Ed. Saraiva,
- Mundo Corporativo, Ed. Saraiva,
- Manual de Radiojornalismo,(c/Paulo Rodolfo) Ed. Campus,RJ,3ed,2003
- Manual de Telejornalismo,(c/ Paulo Rodolfo) Ed. Campus,RJ. 2ed,2002
- Manual de Jornalismo Esportivo,(c/ Patricia Rangel)Ed. Contexto, SP,
- Os Ambiciosos (c/B.Cantele) Ed. Do Brasil,
- Buda, Mito e Realidade, Ed. Madras, SP. , 4ed, 2012,
- Fora do Ar, Ediouro, RJ,
- Bate Papo com a Nossa História)c/B.Cantele)  2 vols. Ed Scipione,
- Por Dentro do Mundo Corporativo, Ed. Saraiva,SP,
- História De Olho no Mundo do Trabalho, (c/B. Cantele e C.A. Schneeberger), Ed. Scipione,
- O Livro dos Políticos (c/Bruna Cantele), Ediouro, RJ,2008
- Meu Velho Centro, Ed. Boitempo, SP,
- Panorama da História, (c/B.Cantele e C.A.Schneeberger), Ed. IBEP, SP,
- Crise e Comunicação Corporativa, Ed. Globo, 2010,SP,
- Buscando o Equilíbrio, (c/J.R.Santiago), Ed.Ed. Novatec, SP,2011;
- Sócrates, Platão e Cia,(c/ Marly Peres) Ed. Idea,SP, 2010,
- Mídia Training- Como Usar a Media a Seu Favor, Ed. Saraiva,
- O Que a Vida Me Ensinou, Ed.Saraiva, 2012
- Manual de Jornalismo,(c/ Paulo Rodolfo) Ed. Elsevier,RJ, 2013
- Desvendando o Renascimento ( c/ Bruna Cantele) Ed. Discovery. SP. 2014
- Budismo – Ed. Belaletra, S.Paulo. 2014
- Retratos da Cidade ( et alli) Ed. Boitempo, SP, 2014[9]
- Provocações Corporativas – Como o conhecimento de mundo pode gerar boas soluções corporativas, Ed. Alta Books, RJ, 2015

## Prêmios
- Prêmio Líbero Badaró de Jornalismo – 1992
- Prêmio Shopping West Plaza de Jornalismo – 1994
- Prêmio Parlamento Latino-Americano Simón Bolívar – 1996
- Prêmio Imprensa da Abrace – Associação Brasileira de Grandes Consumidores de Energia – 1997
- Prêmio APCA de Jornalismo – 1997
- Prêmio Rotary International de Comunicação – 1997
- Prêmio Itaú-UNICEF – 1997
- Prêmio APCA de Jornalismo – 1998
- Prêmio Destaque radiodifusão Câmara Municipal Rio de Janeiro – 1999
- Prêmio APCA de Jornalismo – 1999
- Prêmio APCA de Jornalismo – 2000
- Troféu Armando Ferrentini – 2000
- Ateneu Rotário Jornalismo – 2001
- Prêmio Ayrton Senna de Jornalismo – 2001
- Prêmio PNBE Pensamento Nacional das Bases Empresariais – 2002
- Prêmio APCA de Jornalismo – 2002
- Prêmio Clio – Academia Paulistana de História – Liberdade de Expressão – 2003
- Prêmio Comunique-se – 2003
- Prêmio APCA de Jornalismo – 2003
- Cavaleiro especial da Ordem do Mérito Militar – 2004[2]
- Prêmio Comunique-se – 2005
- Troféu Dia da Imprensa – 2006
- Prêmio Comunique-se – 2007
- Prêmio Keiko Okura – Oboré – 2007
- Medalha Tobias de Aguiar – 2008
- Economista do Ano – jornalismo da Ordem dos Economistas do Brasil – 2009
- Prêmio Comunique-se – 2010
- Prêmio Jornalistas e Cia/HSBC de Imprensa e Sustentabilidade – 2012
- Prêmio ABECIP de Jornalismo – 2012